# Завтра будет поздно…
«Завтра будет поздно...» — полнометражный цветной художественный фильм, созданный совместно киностудией «Беларусьфильм» (СССР) и Словацким фильмопроизводством (ЧССР) в 1972 году; режиссёрами фильма выступили Александр Карпов и Мартин Тяпак.
Премьера фильма состоялась: 8 декабря 1972 года в Братиславе, 19 января 1973 года — в Праге и 18 февраля 1974 года — в Москве.

## Сюжет
В сюжете фильма нашла отражение совместная борьба словацкого антифашиста Яна Налепки, ставшего Национальным героем Чехословакии и Героем Советского Союза, и советских партизан с немецко-фашистскими захватчиками в годы Второй мировой войны. Действие фильма развёртывается на территории Беларуси и охватывает несколько месяцев зимы и весны 1943 года.

## В главной роли
- Милан Княжко — Ян Налепка, словацкий капитан (роль озвучил Родион Нахапетов)

## Роли исполняют
- Нонна Мордюкова — Кузюрка, партизанская связная
- Евгения Ветлова — Вера, студентка-медик и партизанка
- Майя Булгакова — женщина в трауре
- Фёдор Шмаков — комиссар партизанского отряда
- Олдо Главачек[чеш.] — Мартин, адъютант Налепки
- Михал Дочоломански[чеш.] — Браунис, офицер вермахта
- Иозеф Будский — Лаубе, полковник вермахта
- Микулаш Губа[чеш.] — подполковник Ланый, командир 101-го словацкого полка
- Валентин Белохвостик — Иван Васильевич, командир отряда
- Игорь Комаров — Михалюта, начальник партизанского штаба
- Виктор Шрамченко — Трофим, партизан
- Виктор Ганшин — Кирилл, инвалид
- Юрай Сарваш — Гирнер, немецкий майор
- Иван Райняк[чеш.] — Чаняк, словацкий солдат
- Антон Мрвечка — надпоручик Гобза, словак
- Бранислав Крижан — Рудольф Пресол, словацкий солдат
- Павел Кармунин — партизан
- Хари Швейц — Никифор, партизан
- Николай Мерзликин — Василий, партизан
- Улдис Лиелдиджс — Курт, немецкий солдат
- Иозеф Маерчик — Чаплович, словацкий солдат
- Иозеф Кронер — Иван Петрович, учитель
- Ярослав Дюричек — Крамер, словацкий солдат
- Антон Улицкий — Павлик
- Юрай Ковач — словацкий солдат

## Съёмочная группа
- Сценаристы — Анатолий Делендик, Милош Крно
- Постановщики — Александр Карпов, Мартин Тяпак
- Операторы — Сергей Петровский, Виктор Свобода
- Редакторы — Михаил Берёзко, Иозеф Талло
- Консультанты — Фёдор Самбук, Ян Мичатек
- Художники — Евгений Ганкин, Антон Крайчович
- Монтаж — Максимилиян Ремень
- Ассистенты монтажа — Валентина Шниткова, Эва Крабачова
- Звукооператоры — Николай Веденеев, Ондрей Поломски
- Гримёры — Александр Журба, Антон Гендяр
- Художники по костюмам — Александр Лозицкий, Милан Чорба
- Режиссёры — Юрий Рыбчёнок, Иозеф Шафарка
- Ассистенты режиссёра — Вячеслав Ивановский, Александр Булва, Лариса Макаревич, Слава Марчукова, Иозефина Петрашова
- Комбинированные съёмки — Иван Коваленко
- Ассистенты оператора — Виктор Сущенко, Мариан Белик, Любомир Манас
- Композитор — Светозар Страчина[чеш.]
- Симфонический оркестр кинематографии (Прага)
Дирижёр — Мирослав Шмид
- Директора картины — Александра Цветкова, Вилиам Чанки